# Шкам 2
Шкам 2 (англ. Schkam 2) — індіанська резервація в Канаді, у провінції Британська Колумбія, у межах регіонального округу Фрейзер-Велі.

## Населення
За даними перепису 2016 року, індіанська резервація нараховувала 131 особу, показавши скорочення на 0,8%, порівняно з 2011-м роком. Середня густина населення становила 148,4 осіб/км².
З офіційних мов обидвома одночасно не володів жоден з жителів, тільки англійською — 130.
Працездатне населення становило 50% усього населення, рівень безробіття — 22,2%.

## Клімат
Середня річна температура становить 9,3°C, середня максимальна – 20,5°C, а середня мінімальна – -3,5°C. Середня річна кількість опадів – 1 690 мм.
| Клімат поселення                              | Клімат поселення | Клімат поселення | Клімат поселення | Клімат поселення | Клімат поселення | Клімат поселення | Клімат поселення | Клімат поселення | Клімат поселення | Клімат поселення | Клімат поселення | Клімат поселення | Клімат поселення |
| Показник                                      | Січ.             | Лют.             | Бер.             | Квіт.            | Трав.            | Черв.            | Лип.             | Серп.            | Вер.             | Жовт.            | Лист.            | Груд.            |                  |
| Середній максимум, °C                         | 5,61             | 7,58             | 10,02            | 13,05            | 16,41            | 19,21            | 19,69            | 20,48            | 17,25            | 12,75            | 7,28             | 4,44             |                  |
| Середня температура, °C                       | 1,06             | 3,02             | 5,47             | 8,48             | 11,86            | 14,66            | 17,13            | 17,91            | 14,67            | 10,18            | 4,68             | 1,87             |                  |
| Середній мінімум, °C                          | −3,49            | −1,53            | 0,91             | 3,93             | 7,28             | 10,10            | 14,54            | 15,33            | 12,07            | 7,59             | 2,12             | −0,72            |                  |
| Норма опадів, мм                              | 243              | 171              | 146              | 115              | 88               | 72               | 54               | 47               | 89               | 176              | 258              | 231              |                  |
| Середньомісячна швидкість вітру, м/с          | 3.14             | 3.10             | 3.16             | 3.18             | 3.02             | 2.99             | 2.88             | 2.69             | 2.49             | 2.63             | 3.03             | 3.16             |                  |
| Середньомісячна сонячна радіація, кДж/м²·день | 3300             | 6436             | 10310            | 15426            | 19056            | 20654            | 22014            | 18888            | 13505            | 7414             | 3666             | 2536             |                  |
| --------------------------------------------- | ---------------- | ---------------- | ---------------- | ---------------- | ---------------- | ---------------- | ---------------- | ---------------- | ---------------- | ---------------- | ---------------- | ---------------- | ---------------- |
| Джерело:                                      |                  |                  |                  |                  |                  |                  |                  |                  |                  |                  |                  |                  |                  |